# Ни Шицюнь
Ни Шицюнь (кит. упр. 倪诗群; род. 26 февраля 1997, Шанхай) — китайская шахматистка, гроссмейстер среди женщин (2015).

## Биография
В июле 2015 года поделила второе место с Чжай Мо в зональном турнире Китая (победила будущая чемпионка мира Тань Чжунъи) и попала на чемпионат мира среди женщин по шахматам 2017 года. В октябре того же года в Пекине победила на первом чемпионате Азии по шахматам среди университетов. В 2016 году в Абу-Даби победила на чемпионате мира по шахматам среди университетов.
В 2017 году в Тегеране успешно дебютировала на чемпионат мира по шахматам среди женщин, где в первом туре победила Лилит Мкртчян, во втором туре победила Валентину Гунину, в третьем туре была сильнее Натальи Погониной и только в четвертьфинале проиграла Александре Костенюк.